# Kyselina argininojantarová
Kyselina argininojantarová je neproteinogenní aminokyselina která je meziproduktem v močovinovém cyklu. Patří mezi zásadité aminokyseliny.

## Reakce
Některé buňky vytvářejí kyselinu argininojantarovou z citrulinu a kyseliny asparagové a používají ji jako prekurzor argininu v močovinovém nebo citrulin-NO cyklu. Vznik této kyseliny katalyzuje enzym argininosukcinátsyntetáza.
Kyselina argininojantarová je prekurzorem kyseliny fumarové v citrátovém cyklu, ta vzniká působením argininosukcinátlyázy.